# Record de France du saut en hauteur
Pour un article plus général, voir Records de France d'athlétisme.
Les records de France seniors du saut en hauteur sont actuellement détenus par Mickaël Hanany, auteur de 2,34 m le 22 mars 2014 lors de la réunion d'El Paso, aux États-Unis, et chez les femmes par Melanie Melfort qui franchit une barre à 1,97 m le 18 février 2007 à Aubière.

## Record de France masculin
| Performance | Athlète                | Date               | Lieu          |
| ----------- | ---------------------- | ------------------ | ------------- |
| 1,63 m      | Jean Robert            | 8 juillet 1894     | Bordeaux      |
| 1,64 m      | Farqhard               | 17 juin 1896       | Paris         |
| 1,66 m      | Guillaume De Saint Cyr | 28 juin 1896       | Paris         |
| 1,66 m      | Jean Robert            | 28 juin 1896       | Bordeaux      |
| 1,67 m      | Frédéric Combemale     | 16 octobre 1898    | Paris         |
| 1,71 m      | Georges Widmer         | 23 avril 1899      | Paris         |
| 1,72 m      | Georges Widmer         | 7 mai 1899         | Paris         |
| 1,75 m      | Georges Widmer         | 18 juin 1899       | Paris         |
| 1,76 m      | Louis Monnier          | 28 juin 1903       | Paris         |
| 1,77 m      | Louis Monnier          | 10 juillet 1904    | Paris         |
| 1,79 m      | Géo André              | 20 mai 1907        | Saint-Cloud   |
| 1,88 m      | Géo André              | 21 juillet 1908    | Londres       |
| 1,89 m      | Pierre Lewden          | 21 août 1921       | Auxerre       |
| 1,90 m      | Pierre Lewden          | 29 juillet 1922    | Londres       |
| 1,93 m      | Pierre Lewden          | 7 juillet 1923     | Londres       |
| 1,95 m      | Pierre Lewden          | 30 août 1925       | Stockholm     |
| 1,96 m      | Guy Lapointe           | 14 mai 1944        | Angers        |
| 1,97 m      | Georges Damitio        | 6 juin 1948        | Besançon      |
| 1,99 m      | Papa Gallo Thiam       | 9 octobre 1949     | Pau           |
| 2,02 m      | Georges Damitio        | 29 octobre 1949    | Casablanca    |
| 2,03 m      | Papa Gallo Thiam       | 27 avril 1950      | Dakar         |
| 2,05 m      | Maurice Fournier       | 13 mai 1956        | Alger         |
| 2,05 m      | Maurice Fournier       | 22 mai 1960        | Alger         |
| 2,06 m      | Maurice Fournier       | 19 juin 1960       | Anvers        |
| 2,07 m      | Maurice Fournier       | 23 juillet 1960    | Colombes      |
| 2,09 m      | Mahamat Idriss         | 23 juillet 1960    | Colombes      |
| 2,10 m      | Mahamat Idriss         | 27 juin 1961       | Zurich        |
| 2,11 m      | Gilbert Vallaeys       | 9 juin 1965        | Rennes        |
| 2,12 m      | Robert Sainte-Rose     | 24 juillet 1965    | Colombes      |
| 2,14 m      | Jacques Madubost       | 8 mai 1966         | Saint-Brieuc  |
| 2,15 m      | Jacques Madubost       | 17 juin 1966       | Paris         |
| 2,15 m      | Robert Sainte-Rose     | 21 août 1966       | Stockholm     |
| 2,16 m      | Robert Sainte-Rose     | 29 juillet 1967    | Paris         |
| 2,17 m      | Henry Elliott          | 1er septembre 1968 | Font-Romeu    |
| 2,19 m      | Robert Sainte-Rose     | 1er septembre 1968 | Font-Romeu    |
| 2,20 m      | Bernard Gauthier       | 24 juin 1972       | Bourges       |
| 2,22 m      | Paul Poaniewa          | 22 juillet 1973    | Colombes      |
| 2,24 m      | Paul Poaniewa          | 29 juin 1975       | Saint-Étienne |
| 2,26 m      | Paul Poaniewa          | 29 juin 1975       | Saint-Étienne |
| 2,27 m      | Frank Bonnet           | 14 juin 1981       | Antony        |
| 2,28 m      | Franck Verzy           | 5 juillet 1981     | Beaune        |
| 2,30 m      | Franck Verzy           | 12 juillet 1981    | Montgeron     |
| 2,32 m      | Franck Verzy           | 20 août 1983       | Londres       |
| 2,33 m      | Jean-Charles Gicquel   | 10 juillet 1994    | Eberstadt     |
| 2,34 m      | Mickaël Hanany         | 22 mars 2014       | El Paso       |

## Record de France féminin

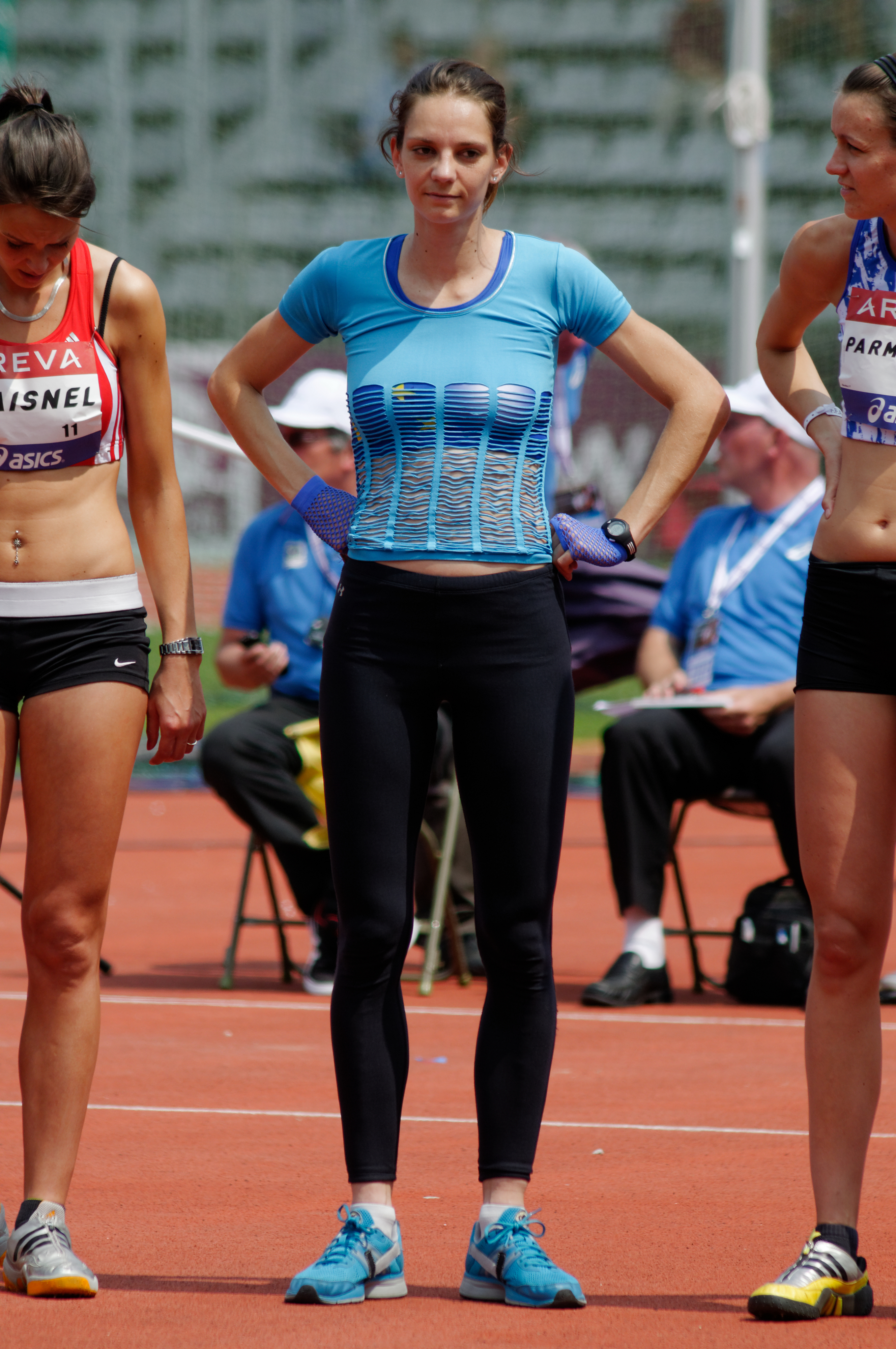
Melanie Melfort

| Performance | Athlète                    | Date               | Lieu              |
| ----------- | -------------------------- | ------------------ | ----------------- |
| 1,23 m      | Thérèse Brulé Renée Mireux | 14 juillet 1917    | Paris             |
| 1,29 m      | Paule Fercoq               | 7 juillet 1918     | Paris             |
| 1,32 m      | Paule Fercoq               | 29 juin 1919       | Paris             |
| 1,33 m      | Thérèse Brulé              | 11 juillet 1920    | Paris             |
| 1,41 m      | Cécile Maugars             | 3 juillet 1921     | Paris             |
| 1,42 m      | Jeanne Collet              | 16 septembre 1923  | Paris             |
| 1,45 m      | Marguerite Patouillet      | 14 juillet 1924    | Paris             |
| 1,47 m      | Marguerite Patouillet      | 7 juin 1925        | Le Bourget        |
| 1,50 m      | Marguerite Patouillet      | 2 août 1925        | Bruxelles         |
| 1,50 m      | Hélène Bons                | 27 août 1926       | Göteborg          |
| 1,50 m      | Lucienne Laudré            | 15 août 1927       | Bruxelles         |
| 1,50 m      | Hélène Bons                | 3 juin 1928        | Le Bourget        |
| 1,50 m      | Hélène Bons                | 12 août 1928       | Bruxelles         |
| 1,50 m      | Lucienne Laudré            | 20 août 1928       | Berlin            |
| 1,51 m      | Hélène Verdié              | 15 juillet 1933    | Turin             |
| 1,52 m      | Jacqueline Laudré          | 30 juillet 1933    | Bruxelles         |
| 1,58 m      | Marguerite Nicolas         | 9 août 1936        | Berlin            |
| 1,60 m      | Anne-Marie Colchen         | 22 août 1946       | Oslo              |
| 1,61 m      | Micheline Ostermeyer       | 29 septembre 1946  | Colombes          |
| 1,63 m      | Anne-Marie Colchen         | 20 août 1949       | Londres           |
| 1,64 m      | Florence Pétry-Amiel       | 23 août 1959       | Belgrade          |
| 1,68 m      | Florence Pétry-Amiel       | 3 octobre 1959     | Paris             |
| 1,69 m      | Geneviève Laureau          | 3 juin 1963        | Paris             |
| 1,72 m      | Geneviève Laureau          | 27 juillet 1963    | Colombes          |
| 1,74 m      | Ghislaine Barnay           | 5 juin 1968        | Saint-Maur        |
| 1,75 m      | Ghislaine Barnay           | 1er septembre 1968 | Font-Romeu        |
| 1,76 m      | Ghislaine Barnay           | 8 septembre 1968   | Paris             |
| 1,77 m      | Ghislaine Barnay           | 11 juin 1969       | Paris             |
| 1,80 m      | Ghislaine Barnay           | 11 juin 1969       | Paris             |
| 1,81 m      | Marie-Christine Debourse   | 1er mai 1973       | Bruay             |
| 1,82 m      | Marie-Christine Debourse   | 20 mai 1973        | Formia            |
| 1,84 m      | Marie-Christine Debourse   | 8 juillet 1973     | Colombes          |
| 1,86 m      | Marie-Christine Debourse   | 5 août 1973        | Sittard           |
| 1,87 m      | Marie-Christine Debourse   | 26 juin 1976       | Villeneuve-d'Ascq |
| 1,88 m      | Marie-Christine Debourse   | 26 juin 1977       | Montargis         |
| 1,88 m      | Charles-Line Scaron        | 20 juin 1982       | Lausanne          |
| 1,90 m      | Charles-Line Scaron        | 20 juin 1982       | Lausanne          |
| 1,91 m      | Maryse Éwanjé-Épée         | 29 juin 1983       | Nîmes             |
| 1,92 m      | Maryse Éwanjé-Épée         | 11 juillet 1983    | Edmonton          |
| 1,95 m      | Maryse Éwanjé-Épée         | 4 septembre 1983   | Rieti             |
| 1,96 m      | Maryse Éwanjé-Épée         | 21 juillet 1985    | Colombes          |
| 1,96 m (i)  | Melanie Melfort            | 9 février 2007     | Aubière           |
| 1,97 m (i)  | Melanie Melfort            | 18 février 2007    | Aubière           |

## Records de France en salle

### Hommes
| Temps  | Athlète              | Date            | Lieu      |
| ------ | -------------------- | --------------- | --------- |
| 2,19 m | Paul Poaniewa        | 8 mars 1975     | Katowice  |
| 2,19 m | Jacques Aletti       | 22 février 1976 | Munich    |
| 2,20 m | Paul Poaniewa        | 26 février 1977 | Cosford   |
| 2,21 m | Francis Agbo         | 4 février 1979  | Paris     |
| 2,21 m | Paul Poaniewa        | 4 février 1979  | Paris     |
| 2,22 m | Frank Bonnet         | 19 janvier 1980 | Paris     |
| 2,23 m | Paul Tanon           | 16 janvier 1982 | Paris     |
| 2,23 m | Frank Bonnet         | 16 janvier 1982 | Paris     |
| 2,23 m | Francis Agbo         | 16 janvier 1982 | Paris     |
| 2,25 m | Frank Bonnet         | 16 janvier 1982 | Paris     |
| 2,25 m | Paul Tanon           | 16 janvier 1982 | Paris     |
| 2,26 m | Frank Bonnet         | 30 janvier 1982 | Milan     |
| 2,26 m | Franck Verzy         | 31 janvier 1982 | Lyon      |
| 2,27 m | Jean-Charles Gicquel | 28 janvier 1989 | Paris     |
| 2,27 m | Dominique Hernandez  | 5 février 1989  | Liévin    |
| 2,31 m | Jean-Charles Gicquel | 9 février 1994  | Francfort |
| 2,32 m | Jean-Charles Gicquel | 4 mars 1994     | Berlin    |
| 2,33 m | Jean-Charles Gicquel | 13 mars 1994    | Paris     |
| 2,35 m | Jean-Charles Gicquel | 13 mars 1994    | Paris     |

### Femmes
| Temps  | Athlète                  | Date            | Lieu     |
| ------ | ------------------------ | --------------- | -------- |
| 1,85 m | Marie-Christine Denis    | 25 janvier 1976 | Paris    |
| 1,86 m | Marie-Christine Debourse | 21 février 1976 | Munich   |
| 1,88 m | Maryse Éwanjé-Épée       | 7 mars 1982     | Milan    |
| 1,89 m | Maryse Éwanjé-Épée       | 29 janvier 1983 | Paris    |
| 1,90 m | Sylvie Prenveille        | 19 février 1983 | Paris    |
| 1,90 m | Maryse Éwanjé-Épée       | 19 février 1983 | Paris    |
| 1,91 m | Maryse Éwanjé-Épée       | 26 février 1983 | Paris    |
| 1,92 m | Maryse Éwanjé-Épée       | 6 mars 1983     | Budapest |
| 1,93 m | Maryse Éwanjé-Épée       | 25 février 1984 | Paris    |
| 1,95 m | Maryse Éwanjé-Épée       | 4 mars 1984     | Göteborg |
| 1,96 m | Madely Beaugendre        | 6 février 1988  | Paris    |
| 1,96 m | Mélanie Melfort          | 9 février 2007  | Aubière  |
| 1,97 m | Mélanie Melfort          | 18 février 2007 | Aubière  |

## Sources
- DocAthlé2003, Fédération française d'athlétisme, p. 43 et p. 51
- Chronologies des records de France seniors plein air sur cdm.athle.com
- Chronologies des records de France seniors en salle sur cdm.athle.com